# Оксамитові ручки
«Оксамитові ручки» (італ. Mani Di Velluto) — італійська кінокомедія творчого дуету Кастеллано і Піполо, випущена 20 грудня 1979 року, з Адріано Челентано і Елеонорою Джорджі. Челентано був нагороджений премією «Давид ді Донателло» за найкращу чоловічу роль, також картина отримала цю ж нагороду за найкраще продюсування. Касовий збір фільму склав 2 мільярди 463 мільйонів лір.

## Сюжет
Адріано Челентано виконує роль Гвідо Квіллера, винахідника та головного власника патенту практично непробивного типу броньованого скла, яке використовується для захисту вітрин ювелірних магазинів. Успіх Квіллера відбувається на тлі кризи кількох впливових страхових компаній, в основному La Suisse Assurance в Женеві, які через це скло потерпають від скорочення доходів у галузі ювелірних магазинів, яка для них є однією з найприбутковіших, тому вони намагаються отримати патент на винахід, а потім позбутися його. Так вийшло, що Гвідо живе окремо від своєї дружини Петули, іншого власника патенту на скло, яка є більш доступною для пропозицій страхових компаній. Її умовою на розлучення з Гвідо є передання їй всіх його виняткових прав на виробництво скла Quiller - тим самим всього його стану, після чого вона могла б продати їх компанії La Suisse Assurance.
У той день, коли Гвідо оголошує новину про те, що він втратить усі свої гроші через дружину, його молода коханка Меггі залишає його, оскільки вона була з ним лише заради його грошей, й забуває в його будинку свою сумочку. Коли Гвідо мчить за Меггі на несправному моторолері Vespa, щоб повернути їй сумочку, він привертає увагу Тіллі, кишенькової злодійки, яка працює в місцевому метро й захоплюється гороскопами і Арсеном Люпеном, а її брата Момо — незграбний фальшивомонетник, обидва є членами сімейного клану дрібних злочинців. Їхній дідусь раніше намагався проникнути до ювелірної крамниці, але йому завадило скло Quiller, через що його заарештувала поліція. Коли Гвідо на моторолері врізається у бортик фонтану й падає у нього, Тіллі та Момо, думаючи, що він такий же злодій, як і вони, що вкрав сумочку, забирають його непритомного до себе додому. Прокинувшись, Гвідо, побачивши Тіллі закохується у симпатичну злодійку. Але під час падіння у воду Гвідо застудився й захворів на ларінгіт, внаслідок чого він тимчасово став німим і таким чином не зміг оточуючим назвати свою особистість.
Гвідо залишає будинок Тіллі і після невеликого непорозуміння з поліцією, яка спочатку припускала, що його викрали, він повертається додому і лікується. Надалі Гвідо знову відвідує Тіллі, але перш ніж назвати їй своє ім'я, він дізнається, що Тіллі та її друзі вважають його відморозком через його винахід. Зрештою Гвідо зізнається своєму вірному дворецькому Бенні про своє зростаюче тяжіння до Тіллі і про свої проблеми, що стосуються його справжньої особистості, після чого Бенні пропонує Гвідо самому стати злодієм. Використовуючи кмітливість, Гвідо «запозичує» ім'я свого дворецького, щоб приховати від Тіллі своє справжнє ім'я й рятує її дідуся з в'язниці. Надалі Гвідо стає в очах Тіллі талановитим злодієм, чим завойовує її прихильність.
Заради завоювання серця Тіллі, Гвідо інсценує злом власної вілли, дарує їй обручку, після чого готується розкрити їй свою справжню особистість. Але суперник за серце Тіллі, Лео, — мститься йому й дзвонить в поліцію, здаючи його. Після прибуття поліції перед Тіллі розкривається справжня особистість Гвідо, після чого вона кидає його. Однак наступного дня Гвідо влаштовує пастку для Тіллі, у місці, де вона зазвичай промишляє крадіжкою, й тягне її на літак до Женеви, де в офісі La Suisse Assurance демонструє їй свої справжні наміри. Гвідо робить Тіллі свідком того, як він віддає весь свій стан його колишній дружині в обмін на розлучення. Проте Тіллі спритно краде гроші у Петули, яка, однак, незабаром помічає зникнення грошей й під дулом пістолета вимагає повернути їх назад. Але коли Гвідо, Тіллі та Бенні їдуть, здавалося б, засмучені, Гвідо на радість для Тіллі показує, що гроші у нього, а Петулі він підсунув фальшиві банкноти, зроблені Момо.

## У ролях
- Адріано Челентано: Гвідо Квіллер/Бенні
- Елеонора Джорджі: Тіллі
- Піпо Сантонастазо: комісар
- Ольга Карлатос: Петула Квіллер
- Мемо Діттонго: Момо
- Джино Сантерколе: Лео Ді Джордано
- Аніа П'єроні: Меггі
- Джон Шарп: Бенні
- Джанні Дзулло: дід Тіллі
- Сандро Гіані: бармен
- Серджо Тардіолі: асистент комісара
- Вальтер Вальді: медик
- Леонардо Кассіо: злодій
- Джон Карлсен: нотаріус
- Джанріко Тондінеллі: коханець Петули
- Діно Кассіо: комісар
- Джон Карлсен: нотаріус
- Ренцо Палмер: епізод
- П'єтро Торді: ув'язнений поет
- Джеффрі Коплстон: Ван Кліфт
- Іріна Санпітер: епізод

## Знімальна група
- Режисер — Франко Кастеллано, Джузеппе Мочча
- Сценарій — Франко Кастеллано, Джузеппе Мочча
- Продюсер — Маріо Чеккі Горі
- Оператор — Альфіо Контіні
- Композитор — Нандо Де Лука
- Художник — Бруно Амальфітано, Люка Сабателлі
- Монтаж — Антоніо Січільяно

## Місця зйомок
Початкова сцена фільму знята в Санремо між Корсо Імператріче, навпроти казино, та Корсо Інглезі. Сцена де Гвідо Квіллер намагається розбити ювелірну вітрину — знята на вулиці Нуволоні, теж у Санремо, що поряд з казино.
Сцену з телефонним дзвінком, передбачуваного сардинського викрадача було знято в ресторані «Novelli» в Мілані, на вулиці Падуї, 344, який існує досі.
Деякі сцени зняли на скляному заводі «Bosisio» в Падерно-Дуньяно.

## Кінорецензії
| Ліві лапки | Інженер Гвідо Квіллер розбагатів завдяки продажу непробивних шибок для ювелірних магазинів, але відразу ж нажив собі ворогів в особі страхових компаній, які втратили багатьох клієнтів, а також сильно розлютив всіляких грабіжників. Саме останні "подбали" про нього, коли Квіллер тимчасово втратив пам'ять і голос в результаті нещасного випадку. Вони змогли переконати Гвідо, що він є спритним кишеньковим. Ось і довелося насправді цьому відповідати! Одна з, загалом, вдалих і не таких вже й ідіотських комедій за участю Адріано Челентано (він навіть удостоївся престижної італійської кінопремії «Давид Донателло», як і фільм загалом, втім, розділивши нагороду з ... кінооперою «Дон Жуан», поставленої Джозефом Лоузі). У картині «Оксамитові ручки» експлуатується знайдений цим співаком-актором ще у «Блефі» образ привабливого пройдисвіта і шахрая. Хоча і «Блеф», в свою чергу, був вторинним, запозичивши дуже багато, між іншим, з американської кримінально-авантюрної ретро-комедії «Афера». Але якщо не судити строго спроби режисерської пари Кастеллано-Піполо і акторського дуету Челентано-Джорджі (всі четверо знову зустрінуться через три роки в «Гранд-готелі „Ексельсіор“») вдосталь повеселити публіку, що зібралася відпочити, дещо зі стрічки «Оксамитові ручки» здасться цілком забавним і симпатичним. Запам'ятався смішний анекдот — теж хороший засіб поліпшити настрій самому собі, друзям і знайомим. Крім приємної назви фільму, залишається в пам'яті вельми комічна витівка героїв з «пересувним театральним гардеробом». Хіба цього не досить для пустеньких комедій?! — російський кінокритик Сергій Кудрявцев, книга «3500 кінорецензій» (1989)Оригінальний текст (рос.) Инженер Гуидо Квиллер разбогател благодаря продаже непробиваемых оконных стёкол для ювелирных магазинов, но сразу же нажил себе врагов в лице страховых компаний, которые потеряли многих клиентов, а также здорово разозлил всевозможных грабителей. Именно последние «позаботились» о нём, когда Квиллер временно потерял память и голос в результате несчастного случая. Они смогли уверить Гуидо, что он является ловким карманником. Вот и пришлось на самом деле этому соответствовать! Одна из, в общем-то, удачных и не таких уж идиотских комедий с участием Адриано Челентано (он даже удостоился престижной итальянской кинопремии «Давид» Донателло», как и фильм в целом, впрочем, разделив награду с… кинооперой «Дон Жуан», поставленной Джозефом Лоузи). В картине «Бархатные ручки» эксплуатируется найденный этим певцом-актёром ещё в «Блефе» образ обаятельного проходимца и жулика. Хотя и «Блеф», в свою очередь, был вторичен, позаимствовав очень многое, между прочим, из американской криминально-авантюрной ретро-комедии «Афера»». Но если не судить строго попытки режиссёрской пары Кастеллано-Пиполо и актёрского дуэта Челентано-Джорджи (все четверо вновь встретятся через три года в «Гранд-отеле «Эксельсиор») вдоволь повеселить публику, собравшуюся отдохнуть, кое-что из ленты «Бархатные ручки» покажется вполне забавным и симпатичным. Запомнившийся смешной анекдот — тоже хорошее средство улучшить настроение самому себе, друзьям и знакомым. Кроме приятного названия фильма, остаётся в памяти весьма комичная выходка героев с «передвижным театральным гардеробом». Разве этого недостаточно для пустенькой комедии?! | Праві лапки |

| Ліві лапки | ... детективна комедія „Оксамитові ручки“ (...), де ми бачимо Адріано в ролі успішного інженера, що закохався в чарівну злодійку — її грає популярна Елеонора Джорджі. Інженер приховує, що він — винахідник скла, яке не б'ється, що загрожує злодіям злиднями, і видає себе за шахрая. Дует з Джорджі подвійно гарантував цьому нехитрому фільму касовий успіх — радянський кінокритик Георгій Богемський „Феномен Челентано“, щорічник „Екран“ (1986) | Праві лапки |

| Ліві лапки | В „Оксамитових ручках“ Челентано — голова великої фірми, що не встояв перед чарами красуні-злодійки (Елеонора Джорджі). Вся комічна інтрига фільму будується на тому, що мільйонер-бізнесмен змушений через настільки фатальне кохання видавати себе за... грабіжника. У фільмі було кілька ударних сцен, у тому числі неповторний танець Адріано Челентано... І дотепний трюк з фальшивою роздягальнею в розкішній італійській опері... — російський кінокритик Олександр ФедоровОригінальний текст (рос.) «В „Бархатных руках“ Челентано — глава крупной фирмы, не устоявший перед чарами красавицы-воровки (Элеонора Джорджи). Вся комическая интрига фильма строится на том, что миллионер-бизнесмен вынужден из-за столь роковой любви выдавать себя за... грабителя. В фильме было несколько ударных сцен, в том числе неподражаемый танец Адриано Челентано... И остроумный трюк с фальшивой раздевалкой в роскошной итальянкой опере... | Праві лапки |

## Факти
У сцені, в якій Гвідо знаходиться у вітальні своєї вілли і дивиться телевізор, йде фільм ... інакше ми розізлимося! з Бадом Спенсером та Теренсом Гіллом; у цей момент у вітальню входить дворецький Бенні, актор Джон Шарп, який зіграв у цьому фільмі навпаки негативну головну роль, віроломного та незграбного «боса» злочинної організації.